# دیر شربورن
دیر شربورن (انگلیسی: Sherborne Abbey) یک دیر در شهر شربورن، انگلستان است.
این دیر که در قرن ۱۰ میلادی ساخته شده ابتدا به عنوان کلیسای جامع از آن استفاده میشده اما سپس به عنوان دیر مورد استفاده قرار گرفته است.

## نگارخانه

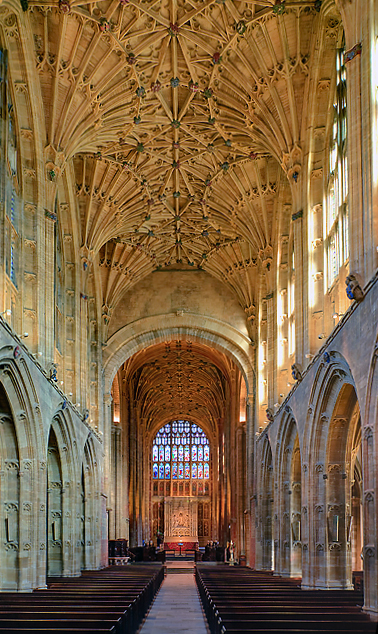
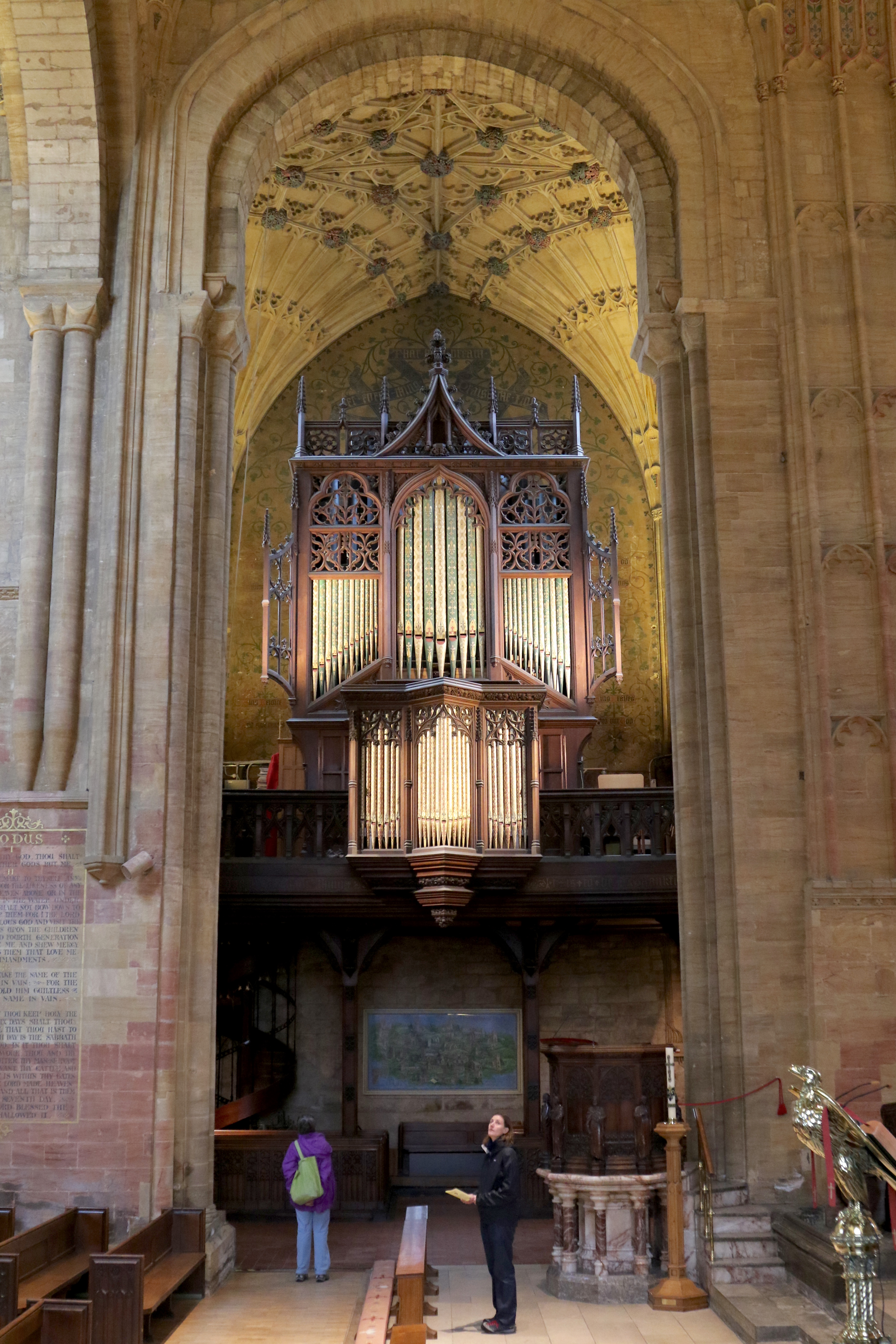
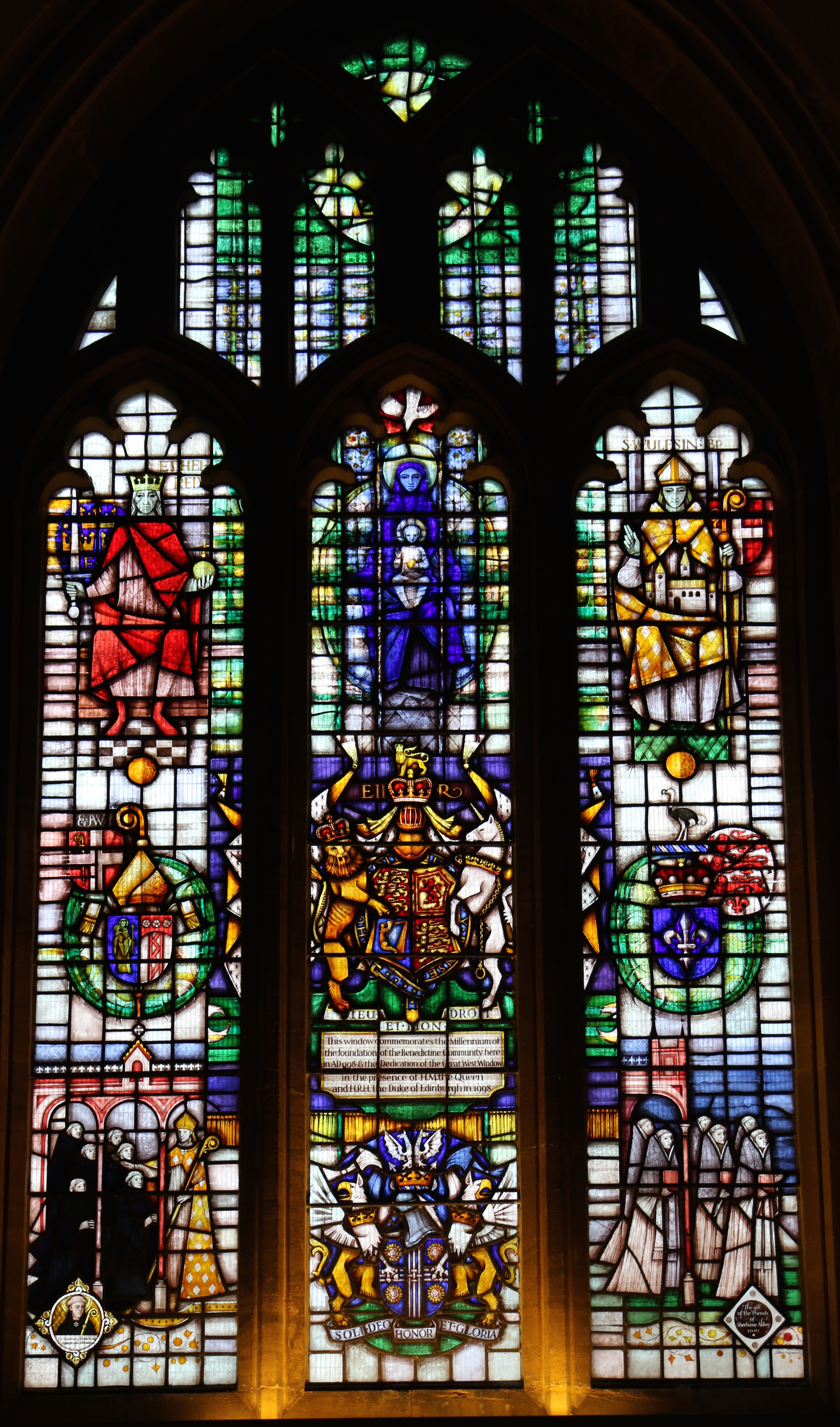
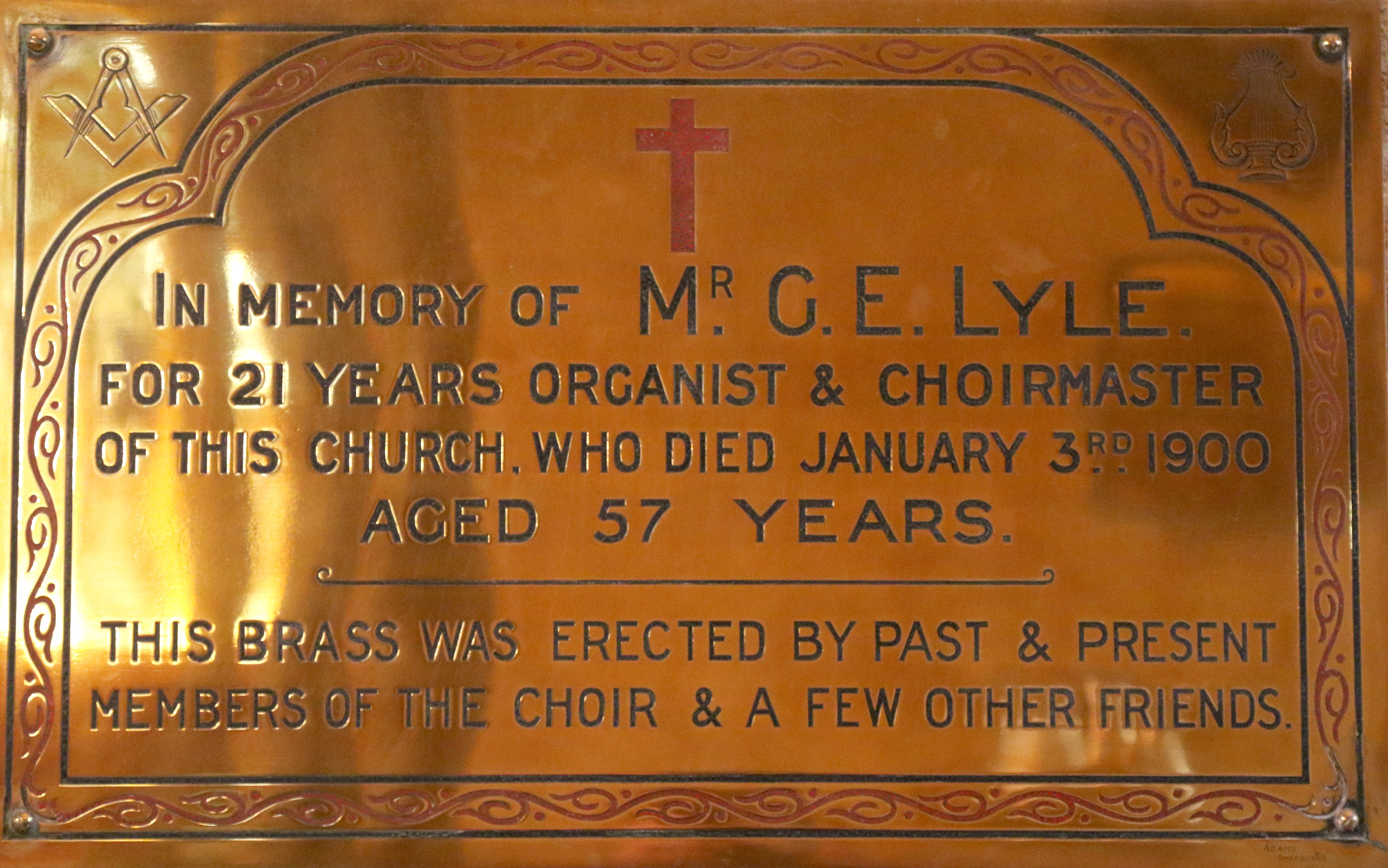